# Maxwell Finland
Maxwell Finland (* 15. März 1902 bei Kiew; † 25. Oktober 1987 in Boston) war ein US-amerikanischer  Bakteriologe und Mediziner.

## Leben
Finland kam mit vier Jahren in die USA. Er studierte an der Harvard University (Bachelor-Abschluss cum laude 1922) und an der Harvard Medical School mit dem Abschluss 1926. Seine Facharztausbildung erhielt er am Boston City Hospital. Er war Professor (ab 1963 George Richard Minot Professor) für Medizin in Harvard und bis 1968 Chefarzt am Boston City Hospital (Direktor des 2. und 4. Medical Service und des Thorndike Memorial Laboratory).
Er war Experte für Infektionskrankheiten, unter anderem für  Pneumokokken und die durch sie verursachten Lungenentzündungen. Unter anderem war er an frühen Studien über den Einsatz von Penicillin gegen Infektionskrankheiten am Boston Medical Center (mit Chester Keefer 1944) beteiligt. Sein Einsatz zuerst von Sulfonamiden (Sulfadiazin) und dann von Antibiotika trug wesentlich zur Senkung der Mortalitätsrate bei Lungenentzündungen in den USA bei. Er wies früh auf Resistenzbildung gegen Antibiotika  und die dadurch sich ergebende Infektionsrisiken für hospitalisierte Patienten hin. In den 1960er Jahren war er ein scharfer Kritiker der damals vermarkteten Kombinationspräparate mit Antibiotika mit fixer Dosis, die auch aufgrund seiner Kritik bald darauf vom Markt verschwanden. Er war auch ein scharfer Kritiker des schrankenlosen Einsatzes von Antibiotika in Therapie und Prävention.
Von ihm stammen rund 800 wissenschaftliche Arbeiten. Neben Infektionskrankheiten untersuchte er auch Verletzungen der Lunge durch giftige Gase.
1979 wurde das Labor für Infektionskrankheiten des Boston City Hospital nach ihm benannt.
Er erhielt den Bristol Award der Infectious Diseases Society of America, war dreifacher Ehrendoktor (u. a. Harvard 1982), Mitglied der National Academy of Sciences und seit 1944 der American Academy of Arts and Sciences.
Seit 1988 vergibt die National Foundation for Infectious Diseases den Maxwell Finland Award.